# Маунт-Вернон (Мен)
Маунт-Вернон (англ. Mount Vernon) — місто (англ. town) в США, в окрузі Кеннебек штату Мен. Населення — 1721 особа (2020).

## Демографія
Згідно з переписом 2010 року, у місті мешкало 1640 осіб у 693 домогосподарствах у складі 487 родин. Було 1107 помешкань
Расовий склад населення:
| - 98,2 % — білих - 0,4 % — корінних американців - 0,1 % — чорних або афроамериканців - 0,1 % — азіатів |

До двох чи більше рас належало 1,1 %. Частка іспаномовних становила 0,7 % від усіх жителів.
За віковим діапазоном населення розподілялося таким чином: 20,1 % — особи молодші 18 років, 64,5 % — особи у віці 18—64 років, 15,4 % — особи у віці 65 років та старші. Медіана віку мешканця становила 45,7 року. На 100 осіб жіночої статі у місті припадало 97,4 чоловіків;  на 100 жінок у віці від 18 років та старших — 98,8 чоловіків також старших 18 років.
Середній дохід на одне домашнє господарство  становив 64 070 доларів США (медіана — 53 594), а середній дохід на одну сім'ю — 72 833 долари (медіана — 66 131). Медіана доходів становила 47 768 доларів для чоловіків та 36 875 доларів для жінок. За межею бідності перебувало 16,2 % осіб, у тому числі 30,6 % дітей у віці до 18 років та 6,0 % осіб у віці 65 років та старших.
Цивільне працевлаштоване населення становило 800 осіб. Основні галузі зайнятості: освіта, охорона здоров'я та соціальна допомога — 37,4 %, мистецтво, розваги та відпочинок — 10,9 %, роздрібна торгівля — 9,9 %.